# باکره تسبیح
باکره تسبیح به تجلی مریم (مادر عیسی) بر دومینیک اسما در ۱۲۰۸ (میلادی) اشاره می‌کند. مریم طی این ظهور استفاده از تسبیح را توصیه می‌کند.